# エガン・ベルナル
エガン・アルレイ・ベルナル・ゴメス（Egan Arley Bernal Gómez、1997年1月13日 - ）は、コロンビア、ボゴタ出身の自転車競技（ロードレース）選手。

## 経歴
2014-2015年、世界選手権自転車競技大会のマウンテンバイクレース・ジュニア部門にて2つのメダルを獲得する。

### 2016年
アンドローニ・ジョカットーリにてロードレースのプロキャリアをスタート。

### 2017年
若手の登竜門、ツール・ド・ラブニールにて「未来のキンタナ」とコロンビアチームの期待を背負いながら第7、8ステージにて優勝し、総合優勝を勝ち取った。

### 2018年
チーム・スカイに移籍。コロンビア・オロ・イ・パにて、グランツール表彰台常連のリゴベルト・ウランやナイロ・キンタナを抑えて総合優勝を獲得した。初出場となるボルタ・シクリスタ・ア・カタルーニャにて好走し、総合2位と新人賞は確実と思われたが、最終ステージにて落車に巻き込まれ無念のリタイアとなった。鎖骨骨折からわずか１ヶ月後のツール・ド・ロマンディにて第3ステージの山岳タイムトライアルを制し、ワールドツアー初勝利を挙げた。
ツアー・オブ・カリフォルニアでは山岳ステージで圧倒的な走りを見せ序盤首位に立つが個人タイムトライアルでティージェイ・ヴァン・ガーデレンに逆転を許してしまう。しかし2日後に再び首位を取り返して最終日まで守り切り初のUCIワールドツアー総合優勝に輝いた。

#### ツール・ド・フランス
初出場のツール・ド・フランスでは総合優勝ゲラント・トーマス、総合3位クリス・フルームを支える走りをしながら総合15位と、石畳ステージの遅れさえなければ新人賞の獲得の可能性のある（実際に山岳ステージでは新人賞のピエール・ラトゥールを何度も引き離していた）21歳とは思えない驚異的な走りを見せた。

### 2019年

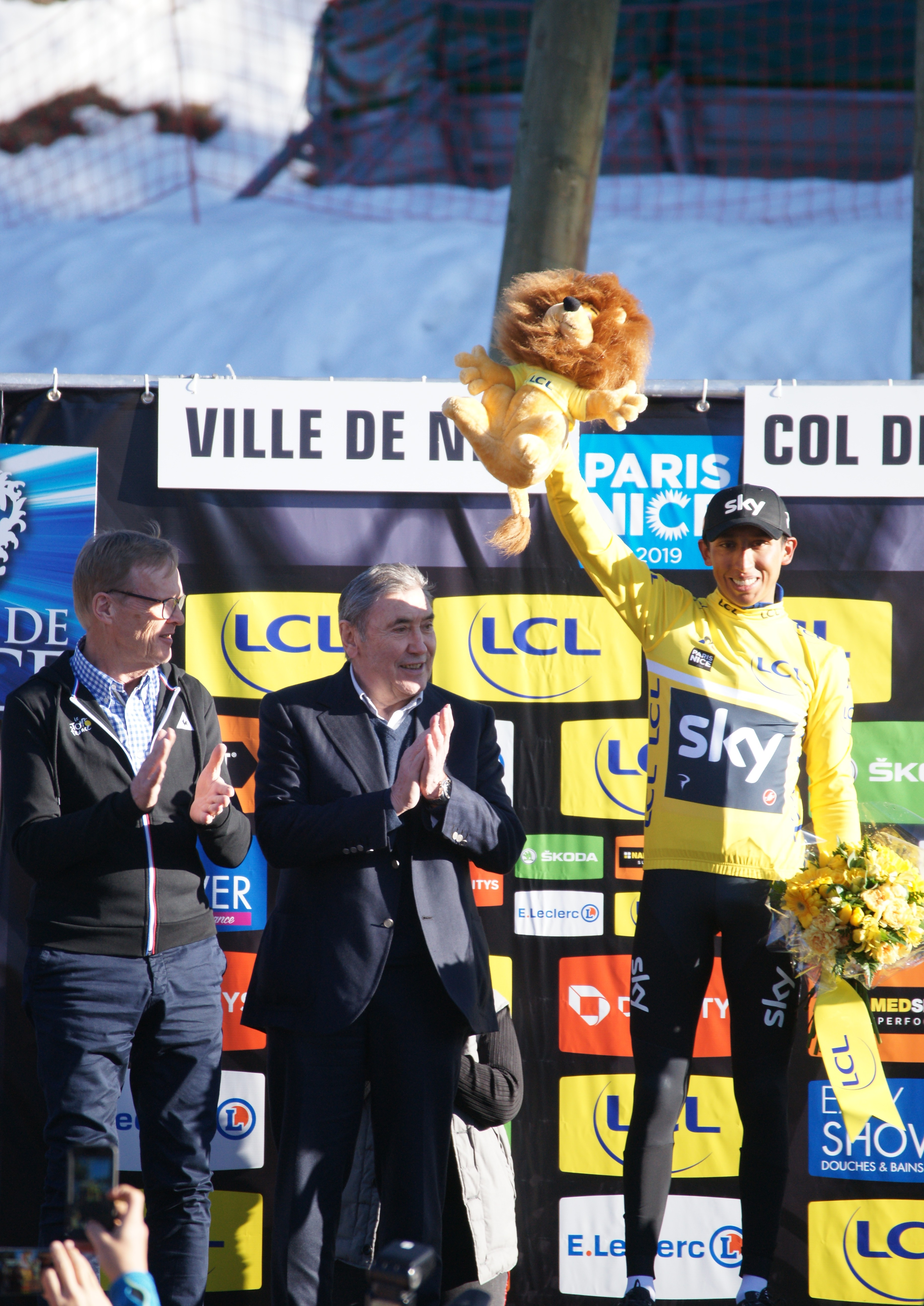
2019年パリ〜ニースにて

当初はジロ・デ・イタリアにエースとして出場予定であったが、4月下旬に練習中の落車で鎖骨を骨折したため欠場。ツール・ド・フランスへと目標を切り替え、復帰戦となるツール・ド・スイスで総合優勝。ツール・ド・フランスでは当初アシストの予定だったが、クリテリウム・デュ・ドフィネでクリス・フルームが落車、骨折しツールへの出場を断念。ベルナルはゲラント・トーマスと共にダブルエースとして、ツールに臨むこととなった。

#### ツール・ド・フランス
中盤までは大崩れすることなくステージを進め、アルプス3連戦初日となる第18ステージでゲラント・トーマスの指示によりアタックを仕掛け、総合首位のジュリアン・アラフィリップへ1分30秒差に迫る2位に浮上。続く第19ステージでは大会最高峰のイズラン峠をトップ通過。その後、通過予定のコース上で降雹および土砂崩れが発生したためレースは中止。イズラン峠通過時点のタイムが総合成績に反映されることとなり、2分10秒遅れとなったジュリアン・アラフィリップから総合首位を奪取した。第20ステージでは無理に動くことなくタイム差を守り切り、総合優勝を実質上確定させた。第21ステージ、総合2位となったゲラント・トーマスと手をつなぎ互いを讃え合うジェスチャーでゴール。コロンビア人初、また南米出身選手として初のツール・ド・フランス総合優勝を手に入れた。

### 2020年
ツール・ド・フランス連覇を目指したが、前哨戦となるクリテリウム・デュ・ドフィネは背中の痛みにより、第4ステージ出走前にリタイア。
ツールでも背中と膝の痛みのため、第17ステージ出走前にリタイアとなった。

### 2021年
初出場となったジロ・デ・イタリアでは、第6ステージで2着に入り総合順位3位に上昇。第9ステージでグランツール初勝利を挙げ、総合でもトップに立った。
第16ステージで2勝目を挙げ、総合2位のダミアーノ・カルーゾに2分24秒差をつける。
続く第17ステージの激坂区間で失速するものの、チームメートのダニエル・マルティネスの激励を受けながら走り続け、ステージ7位でゴール。総合首位を守った。
その後は大崩れなくレースを進め、総合優勝とヤングライダー賞を獲得した。
6月に新型コロナ陽性の検査結果が出たものの軽症。7月下旬のクラシカ・サンセバスティアンでレース復帰。
初出場となったブエルタ・ア・エスパーニャは総合6位の結果だった。

### 2022年
ツール・ド・フランスへの出場を目指していたが、コロンビアでのトレーニング中の1月24日、停車していたバスに衝突。大腿骨、膝蓋骨、肋骨など20箇所の骨折と外傷性気胸等の重傷を負った。
合計5度の手術が施され、2月6日に退院を発表。

## 主な戦績

### 2014年
- 世界選手権自転車競技大会　マウンテンバイクレース・クロスカントリー　ジュニア　2位
- パンアメリカン競技大会　マウンテンバイクレース・クロスカントリー　ジュニア　3位

### 2015年
- パンアメリカン競技大会　マウンテンバイクレース・クロスカントリー　ジュニア 優勝
- 世界選手権自転車競技大会　マウンテンバイクレース・クロスカントリー　ジュニア　2位

### 2016年
- セッティマーナ・インテルナツィオナーレ・ディ・コッピ・エ・バルタリ 新人賞
- ジロ・デル・トレンティーノ 新人賞
- ツアー・オブ・ビホル 総合優勝、新人賞（第1ステージ優勝）
- ツール・ド・スロベニア 新人賞

### 2017年
- ブエルタ・ア・サンフアン 新人賞
- セッティマーナ・インテルナツィオナーレ・ディ・コッピ・エ・バルタリ 新人賞
- ツアー・オブ・ジ・アルプス 新人賞
- ツール・ド・サヴォア 総合優勝、ポイント賞、新人賞（第2、4(ITT)ステージ優勝）
- ツール・ド・ラブニール 総合優勝（第7、8ステージ優勝）
- シビウ・サイクリングツアー 総合優勝、ポイント賞、新人賞（第２、３ステージ優勝）
- ジロ・ディ・トスカーナ 新人賞

### 2018年
- ツアー・ダウンアンダー  新人賞、総合6位
- コロンビア選手権 優勝（個人タイムトライアル）
- コロンビア・オロ・イ・パ 総合優勝、山岳賞、新人賞
- ツール・ド・ロマンディ 総合2位、 新人賞（第3ステージ優勝・個人タイムトライアル）
- ツアー・オブ・カリフォルニア  総合優勝、 新人賞（第2ステージ優勝）
- ツール・ド・フランス 総合15位

### 2019年
- コロンビア選手権
  - タイムトライアル 3位
- ツアー・コロンビア（英語版） 総合4位
- パリ〜ニース
  -  総合優勝
  -  新人賞
- ボルタ・ア・カタルーニャ 総合3位
- ツール・ド・スイス
  -  総合優勝
  -  新人賞
  - 区間1勝（第7ステージ）
- ツール・ド・フランス
  -  総合優勝
  -  新人賞
- ジロ・デッラ・トスカーナ 2位
- ジロ・デレッミリア 9位
- ミラノ〜トリノ 6位
- グラン・ピエモンテ 優勝
- イル・ロンバルディア 3位

### 2020年
- コロンビア選手権
  - タイムトライアル 3位
  - ロードレース 2位
- ツアー・コロンビア（英語版） 総合4位
- ルート・ドクシタニー
  -  総合優勝
  -  ポイント賞
  -  新人賞
  - 区間1勝（第3ステージ）
- ツール・ド・ラン 総合2位

### 2021年
- ツール・ド・ラ・プロヴァンス 総合3位
- トロフェオ・ライグエーリア 2位
- ストラーデ・ビアンケ 3位
- ティレーノ〜アドリアティコ 総合4位
- ジロ・デ・イタリア
  -  総合優勝
  -  ヤングライダー賞
  - 区間2勝（第9,16ステージ優勝）
- ブエルタ・ア・エスパーニャ 総合6位

### 2023年
- ツール・ド・ロマンディ 総合8位
- ツール・ド・ハンガリー 総合8位
- クリテリウム・デュ・ドーフィネ 総合12位
- ツール・ド・フランス 総合36位
- ブエルタ・ア・エスパーニャ 総合55位

### 2024年
- コロンビア選手権
  - タイムトライアル 6位
  - ロードレース 3位
- ツアー・コロンビア（英語版） 総合5位
- オ・グラン・カミーニョ（英語版） 総合3位
- パリ〜ニース 総合7位
- ボルタ・ア・カタルーニャ 総合3位
- ツール・ド・ロマンディ 総合10位
- ツール・ド・スイス 総合4位
- ツール・ド・フランス 総合29位

### 2025年
- コロンビア選手権
  - 個人タイムトライアル 優勝
  - 個人ロードレース 優勝

### グランツールの総合成績
| グランツール               | 2018 | 2019 | 2020 | 2021 | 2022 | 2023 | 2024 | 2025 |
| -------------------------- | ---- | ---- | ---- | ---- | ---- | ---- | ---- | ---- |
| ジロ・デ・イタリア         | －   | －   | －   | 1    | －   | －   | －   | 7    |
| ツール・ド・フランス       | 15   | 1    | DNF  | －   | －   | 36   | 29   | －   |
| ブエルタ・ア・エスパーニャ | －   | －   | －   | 6    | －   | 55   | －   |      |